# Zbyňov
Zbyňov is een Slowaakse gemeente in de regio Žilina, en maakt deel uit van het district Žilina.
Zbyňov telt 876 inwoners.